# Court Tomb von Tonadooravaun

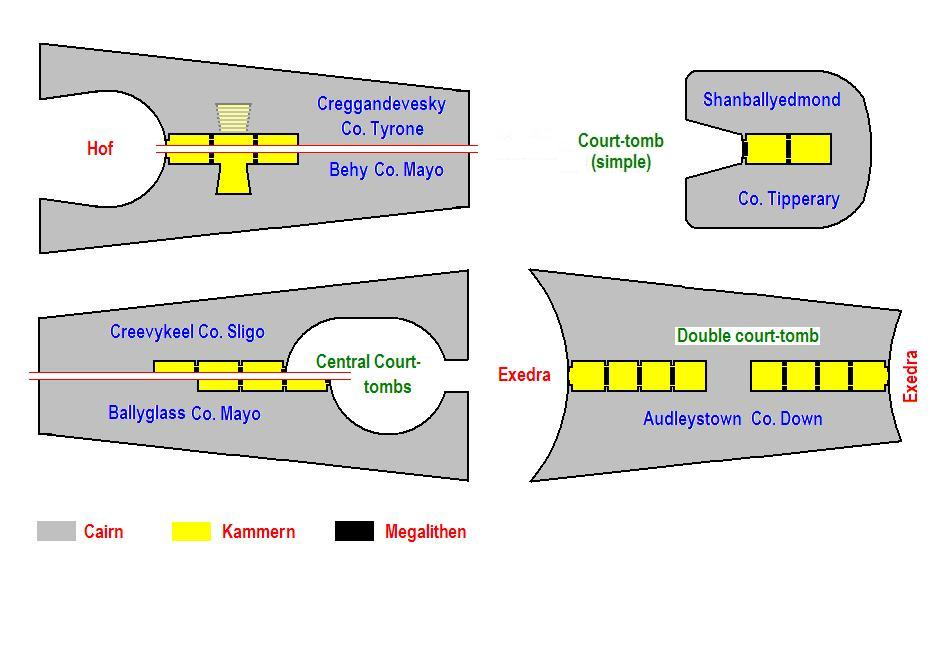
Verschiedene Formen von Court Tombs

Das Court Tomb von Tonadooravaun (irisch Tóin an Dúrabháin) liegt an einem sanften Nordwesthang der Tully Mountains, auf der Renvyle-Halbinsel in Connemara im County Galway in Irland. Court Tombs gehören zu den megalithischen Kammergräbern (englisch chambered tombs) der Britischen Inseln. Sie werden mit etwa 400 Exemplaren nahezu ausschließlich im Norden der Republik Irland, beziehungsweise in Nordirland gefunden. Der Begriff Court Tomb wurde 1960 von dem irischen Archäologen Ruaidhrí de Valera eingeführt.
Das nur teilweise erhaltene Court Tomb besteht aus einer West-Ost orientierten Galerie, von etwa 5,0 m Länge und 1,4 m Breite, die aus sechs Tragsteinen besteht und durch zwei seitliche Pfosten in zwei Kammern unterteilt ist. Der Zugang im Osten ist gekennzeichnet durch zwei Portalsteine (Reste des Hofes, englisch court). Ein verlagerter Sturz liegt im Westen. Drei Platten, anscheinend verlagerte Decksteine, lehnen gegen die Galeriewände.
Etwa 1,0 km östlich liegen das Wedge Tomb von Ardnagreevagh und das Portal Tomb von Cloonlooaun.